# Megan Rain
Megan Rain (Palm Springs, California; 13 de junio de 1996) es una actriz pornográfica estadounidense.

## Biografía
Rain nació en junio de 1996 en Palm Springs, al sur del estado de California, en una familia de ascendencia nativoamericana, peruana e italiana. Entró a los 18 años de edad, en 2014, en la industria pornográfica. En poco tiempo fue tentada por estudios y portales web como Evil Angel, Bang Bros, Digital Playground, Girlfriends Films, Tushy, Vixen, Jules Jordan Video o New Sensations para rodar sus primeras películas y escenas en línea.
En 2016, entre otras nominaciones, fue candidata en los Premios AVN a Mejor actriz revelación y a la Mejor escena de trío M-H-M por Adriana's a Slut junto a Chris Stokes y Adriana Chechik.
En 2017 consiguió el Premio AVN a la Mejor escena de sexo anal por Anal Models junto a Manuel Ferrara.
Algunas películas de su filmografía son Anal Cuties 3, Facialized 3, Cum Exchange 2, Deep Strokes, Dirty Talk, Lesbian Strap-On Bosses, Raw 23 o Top Models.
Decidió retirarse temporalmente a finales de 2017. En abril de 2018 se confirmó que ese parón se debía a su embarazo. A mediados de ese año regresó a la industria. Ha aparecido en más de 630 películas.

## Premios y nominaciones
| Año  | Ceremonia                   | Resultado | Premio                                                       | Trabajo                                |
| ---- | --------------------------- | --------- | ------------------------------------------------------------ | -------------------------------------- |
| 2016 | Premios AVN                 | Nominada  | Mejor actriz revelación                                      | —                                      |
| 2016 | Premios AVN                 | Nominada  | Mejor escena de trío M-H-M                                   | Adriana's a Slut                       |
| 2016 | Premios AVN                 | Nominada  | Premio fan: Actriz revelación más caliente                   | —                                      |
| 2016 | Nightmoves                  | Nominada  | Mejor culo                                                   | —                                      |
| 2016 | Nightmoves Fan Awards       | Ganadora  | Mejor culo                                                   | —                                      |
| 2016 | Spank Bank Awards           | Nominada  | Newcummer of the Year                                        | —                                      |
| 2016 | Spank Bank Awards           | Nominada  | Most Awe Inspiring Gape                                      | —                                      |
| 2016 | Spank Bank Awards           | Nominada  | Countess of Contortionism                                    | —                                      |
| 2016 | Spank Bank Awards           | Nominada  | Most Luxurious Labia                                         | —                                      |
| 2016 | Spank Bank Awards           | Nominada  | Masturbator of the Year                                      | —                                      |
| 2016 | Spank Bank Awards           | Ganadora  | Porn's Next Superstar                                        | —                                      |
| 2016 | Spank Bank Awards           | Nominada  | Best Vocals                                                  | —                                      |
| 2016 | Spank Bank Technical Awards | Ganadora  | Best Display of Twerking on a Hoverboard                     | —                                      |
| 2016 | Premios XBIZ                | Nominada  | Mejor escena de sexo en película de todo sexo                | Adriana's a Slut                       |
| 2016 | Premios XBIZ                | Nominada  | Mejor actriz revelación                                      | —                                      |
| 2016 | Premios XRCO                | Nominada  | Mejor actriz revelación                                      | —                                      |
| 2017 | Premios AVN                 | Nominada  | Mejor escena de sexo lésbico en grupo                        | The Lesbian Landlord                   |
| 2017 | Premios AVN                 | Nominada  | Artista femenina del año                                     | —                                      |
| 2017 | Premios AVN                 | Nominada  | Mejor escena de doble penetración                            | Young & Glamorous 8                    |
| 2017 | Premios AVN                 | Ganadora  | Mejor escena de sexo anal                                    | Anal Models                            |
| 2017 | Premios AVN                 | Nominada  | Mejor escena de trío M-H-M                                   | Tabu Tales: Me, My Brother and Another |
| 2017 | Premios AVN                 | Nominada  | Premio fan: Artista femenina favorita                        | —                                      |
| 2017 | Premios XBIZ                | Nominada  | Artista femenina del año                                     | —                                      |
| 2017 | Premios XBIZ                | Nominada  | Mejor escena de sexo en realidad virtual                     | Zombie Slayers                         |
| 2017 | Premios XBIZ                | Nominada  | Mejor escena de sexo en película lésbica                     | Zombie Slayers                         |
| 2017 | Spank Bank Awards           | Nominada  | Most Awe Inspiring Gape                                      | —                                      |
| 2017 | Spank Bank Awards           | Nominada  | Most Energetic Fuck Bunny                                    | —                                      |
| 2017 | Spank Bank Awards           | Nominada  | Natural Born Cock Killer                                     | —                                      |
| 2017 | Spank Bank Awards           | Nominada  | Pretty In Pink                                               | —                                      |
| 2017 | Spank Bank Awards           | Nominada  | Smooth As Silk                                               | —                                      |
| 2017 | Spank Bank Awards           | Ganadora  | Countess of Contortionism                                    | —                                      |
| 2017 | Spank Bank Awards           | Nominada  | Dirty Little Slut of the Year                                | —                                      |
| 2017 | Spank Bank Awards           | Nominada  | DP Dynamo of the Year                                        | —                                      |
| 2017 | Spank Bank Awards           | Nominada  | Empress of Nipple Paradise                                   | —                                      |
| 2017 | Spank Bank Awards           | Nominada  | Best 'Come Fuck Me' Eyes                                     | —                                      |
| 2017 | Spank Bank Awards           | Nominada  | Bad Ass Brunette of the Year                                 | —                                      |
| 2017 | Spank Bank Awards           | Nominada  | Best Booty                                                   | —                                      |
| 2017 | Spank Bank Awards Technical | Ganadora  | Spinner Supreme                                              | —                                      |
| 2017 | Premios XRCO                | Nominada  | Orgasmic Analist                                             | —                                      |
| 2017 | Premios XRCO                | Nominada  | Artista femenina del año                                     | —                                      |
| 2018 | Premios AVN                 | Nominada  | Mejor escena de doble penetración                            | Pump My Ass Full of Cum 4              |
| 2018 | Premios AVN                 | Nominada  | Mejor escena de sexo lésbico                                 | Schoolgirl Massacre                    |
| 2018 | Premios AVN                 | Ganadora  | Mejor escena de trío M-H-M                                   | Young & Beautiful                      |
| 2018 | Premios AVN                 | Nominada  | Mejor escena de sexo en producción extranjera                | Megan Escort Deluxe                    |
| 2018 | Premios AVN                 | Ganadora  | Mejor escena de sexo en realidad virtual                     | Zombie Slayers                         |
| 2018 | Premios AVN                 | Nominada  | Premio fan: Artista femenina favorita                        | —                                      |
| 2018 | Premios AVN                 | Nominada  | Premio fan: Estrella mediática                               | —                                      |
| 2018 | Premios XBIZ                | Nominada  | Mejor escena de sexo en película gonzo                       | Pump My Ass Full of Cum 4              |
| 2019 | Premios AVN                 | Ganadora  | Mejor escena de sexo en producción extranjera                | Undercover                             |
| 2019 | Premios AVN                 | Nominada  | Mejor escena de sexo anal en producción extranjera           | Undercover                             |
| 2019 | Premios AVN                 | Ganadora  | Mejor escena de sexo lésbico grupal en producción extranjera | Undercover                             |
| 2019 | Premios AVN                 | Nominada  | Mejor escena de trío M-H-M                                   | Anal Perfection 6                      |
| 2019 | Premios AVN                 | Nominada  | Premio fan: Estrella mediática                               | —                                      |
| 2021 | Premios XBIZ                | Nominada  | Estrella mediática del año                                   | —                                      |